# Étang de Signolles et étang de Champroy
Le site « Étang de Signolles et étang de Champroy », ou « Étang des Signolles et étang de Champroy », est une zone naturelle d'intérêt écologique, faunistique et floristique (ZNIEFF) française du département de la Creuse, en région Nouvelle-Aquitaine.

## Situation
Dans la moitié nord du département de la Creuse, le site « Étang de Signolles et étang de Champroy », s'étend sur 37,49 hectares, sur le seul territoire de la commune d'Ajain.
La zone est située au nord et au nord-est du bourg d'Ajain, de 455 à 465 mètres d'altitude, le long du cours d'un affluent de rive gauche du ruisseau des Mazeaux. Elle est composée de deux étangs séparés par une zone humide, à l'est de la route départementale (RD) 3. Situé en amont, à l'est, l'étang de Champroy est le plus petit (environ huit hectares et demi) et l'étang de Signolles, à l'ouest, en aval, distant d'environ 110 mètres, atteint les dix hectares. 

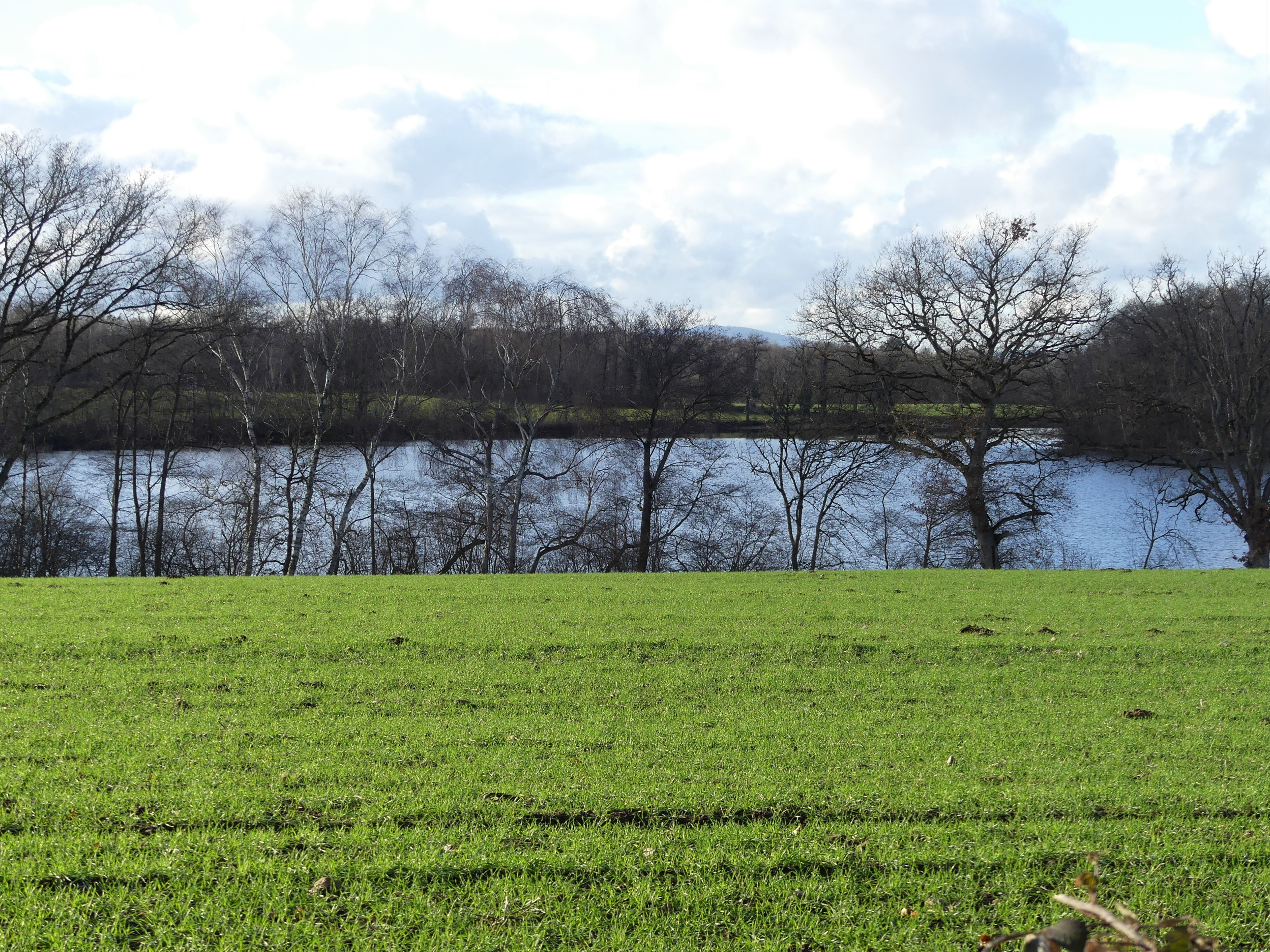
L'étang de Signolles vu depuis l'est.
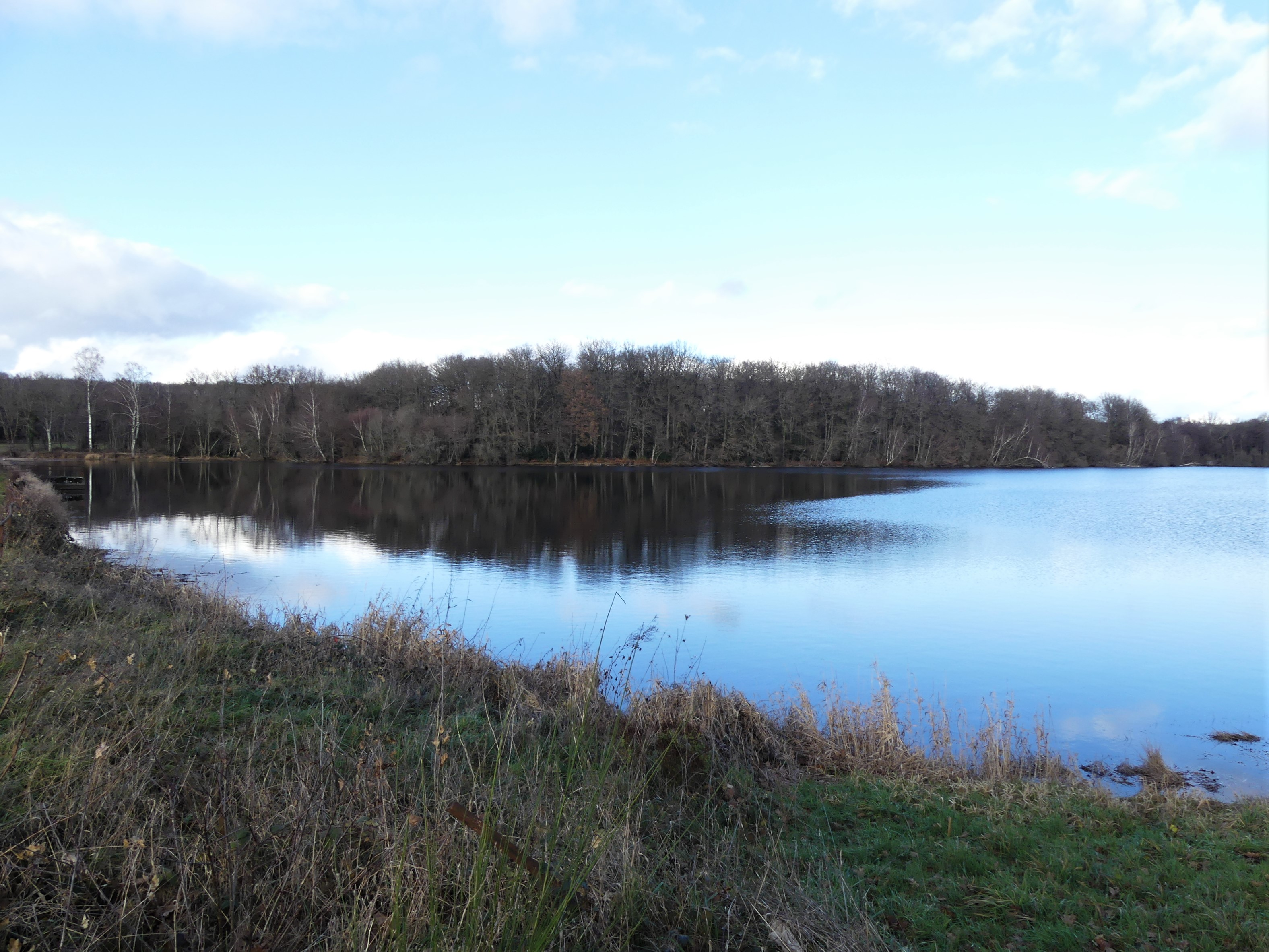
L'étang de Champroy vu depuis sa rive sud-ouest.

## Description
Le site « Étang de Signolles et étang de Champroy » est une zone naturelle d'intérêt écologique, faunistique et floristique (ZNIEFF) — un espace naturel inventorié en raison de son caractère remarquable — de type 1, c'est-à-dire qu'elle est de superficie réduite, avec des espaces homogènes d’un point de vue écologique et qu'elle abrite au moins une espèce et/ou un habitat rares ou menacés, d'intérêt aussi bien local que régional, national ou communautaire.
Des recensements y ont été effectués aux niveaux faunistique et floristique, notamment entre 1986 et 2010.

## Habitats
Trois habitats déterminants sont présents sur le site :
- les communautés à Reine des prés et communautés associées ;
- les bois marécageux d'Aulne, de Saule et de Myrte des marais ;
- les communautés à grandes Laîches (magnocariçaies).

Cinq autres — non déterminants — en font également partie  :
- les chênaies acidiphiles ;
- les jonchaies hautes ;
- les pâtures mésophiles ;
- les prairies humides et mégaphorbiaies ;
- les eaux douces.

En périphérie de la ZNIEFF se trouvent des bocages.

## Faune

### Espèces animales déterminantes
Huit espèces déterminantes d'animaux ont été répertoriées sur cette ZNIEFF depuis 1986 :
- un mammifère en 1986 : la Loutre d'Europe (Lutra lutra) ;
- six oiseaux entre 1992 et 2010 : la Bergeronnette printanière (Motacilla flava), le Bruant des roseaux (Emberiza schoeniclus), la Grive litorne (Turdus pilaris), l'Hirondelle de rivage (Riparia riparia ), le Milan royal (Milvus milvus) et le Tarin des aulnes (Spinus spinus) ;
- un insecte orthoptère en 1996 : le Grillon des marais (de) (Pteronemobius heydenii).

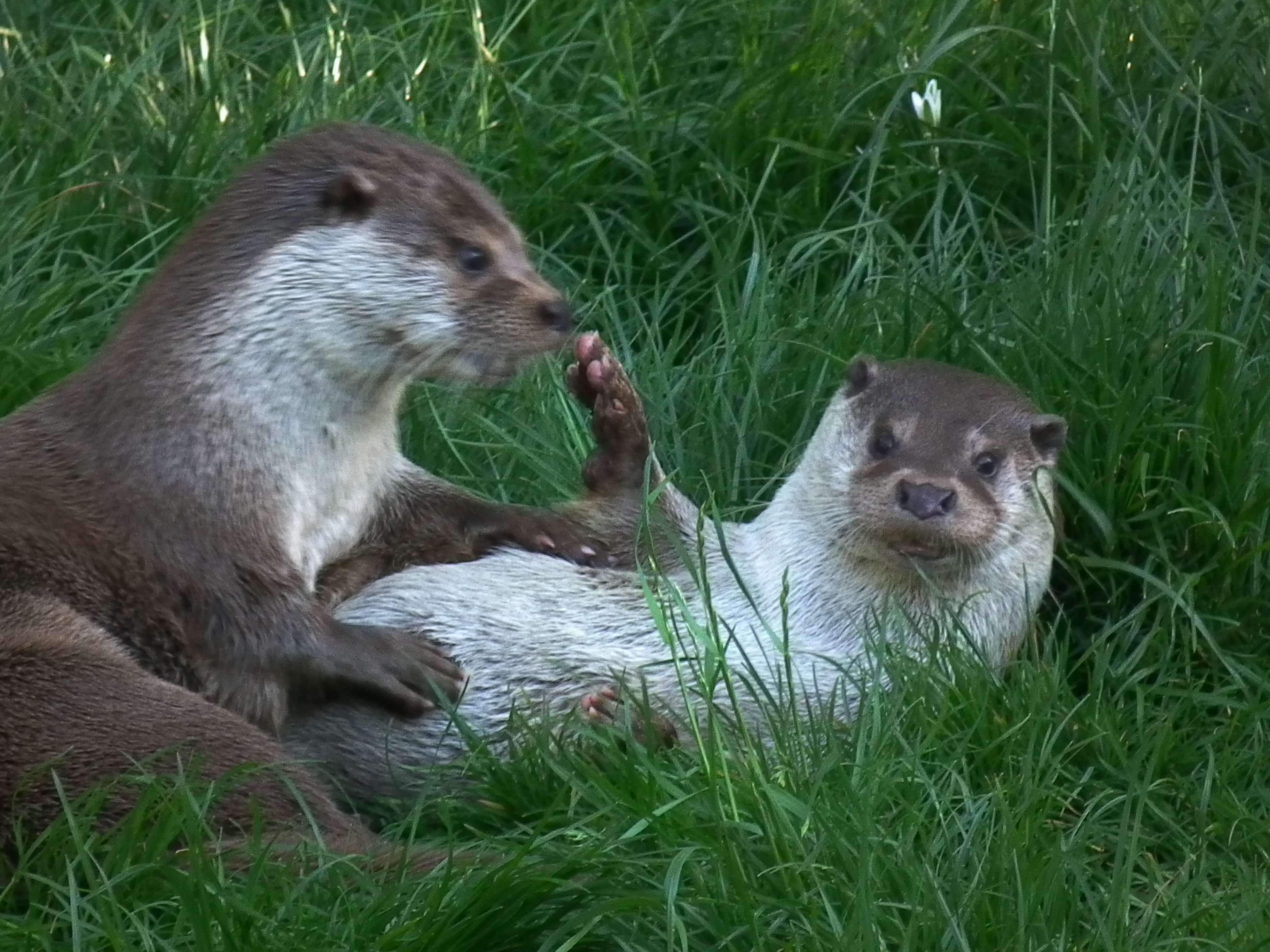
Loutres d'Europe.
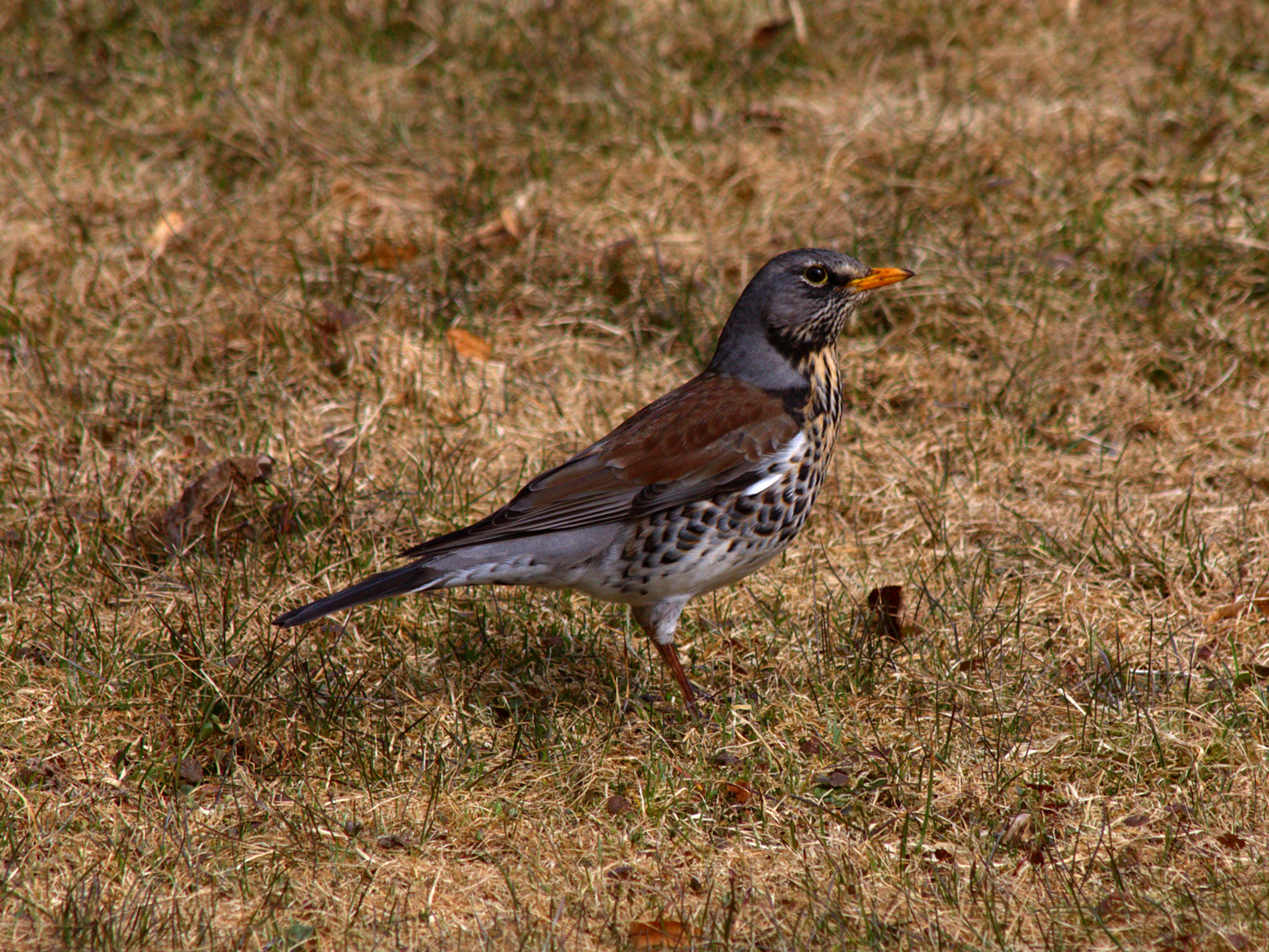
Grive litorne.
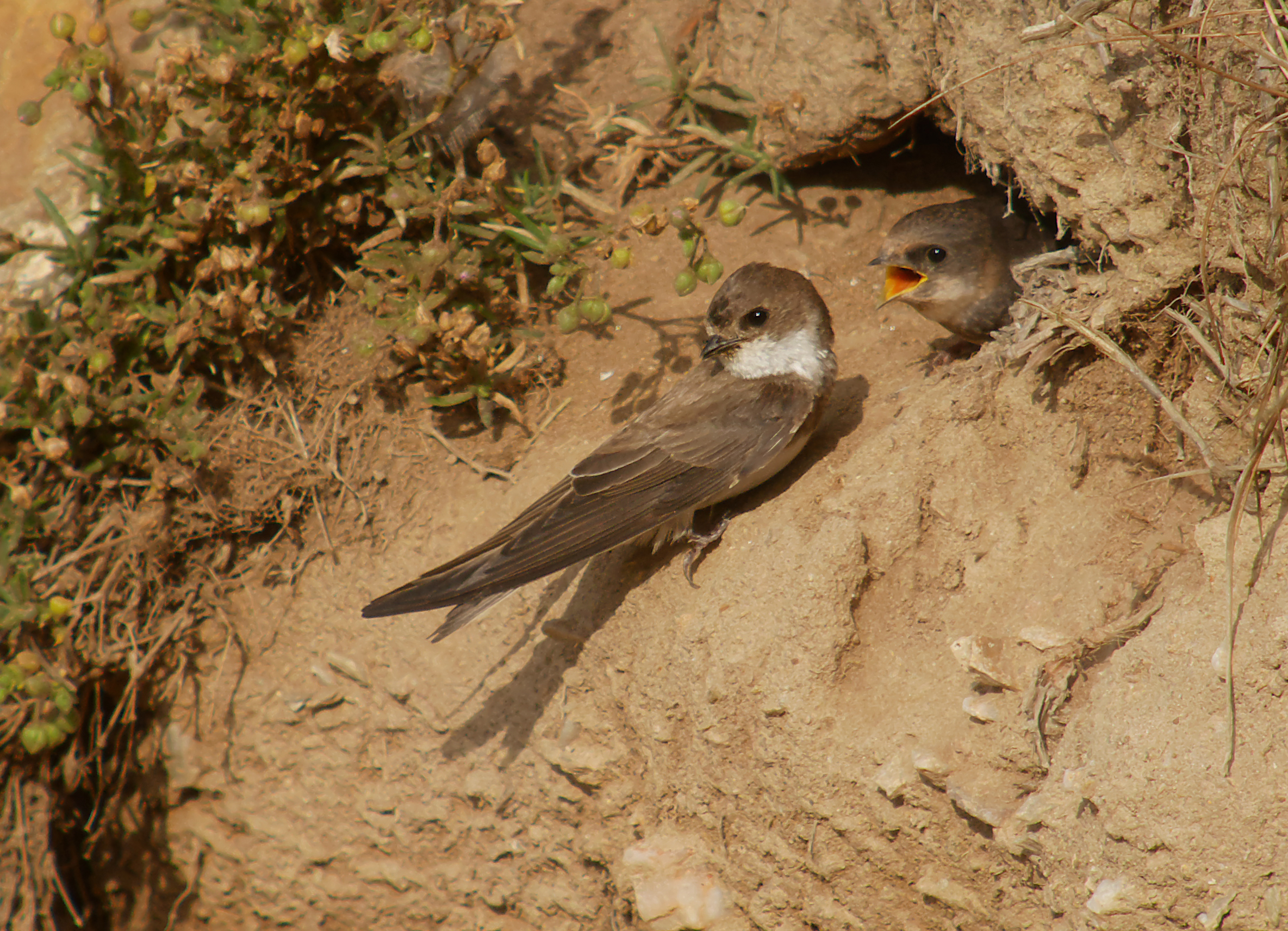
Hirondelles de rivage.
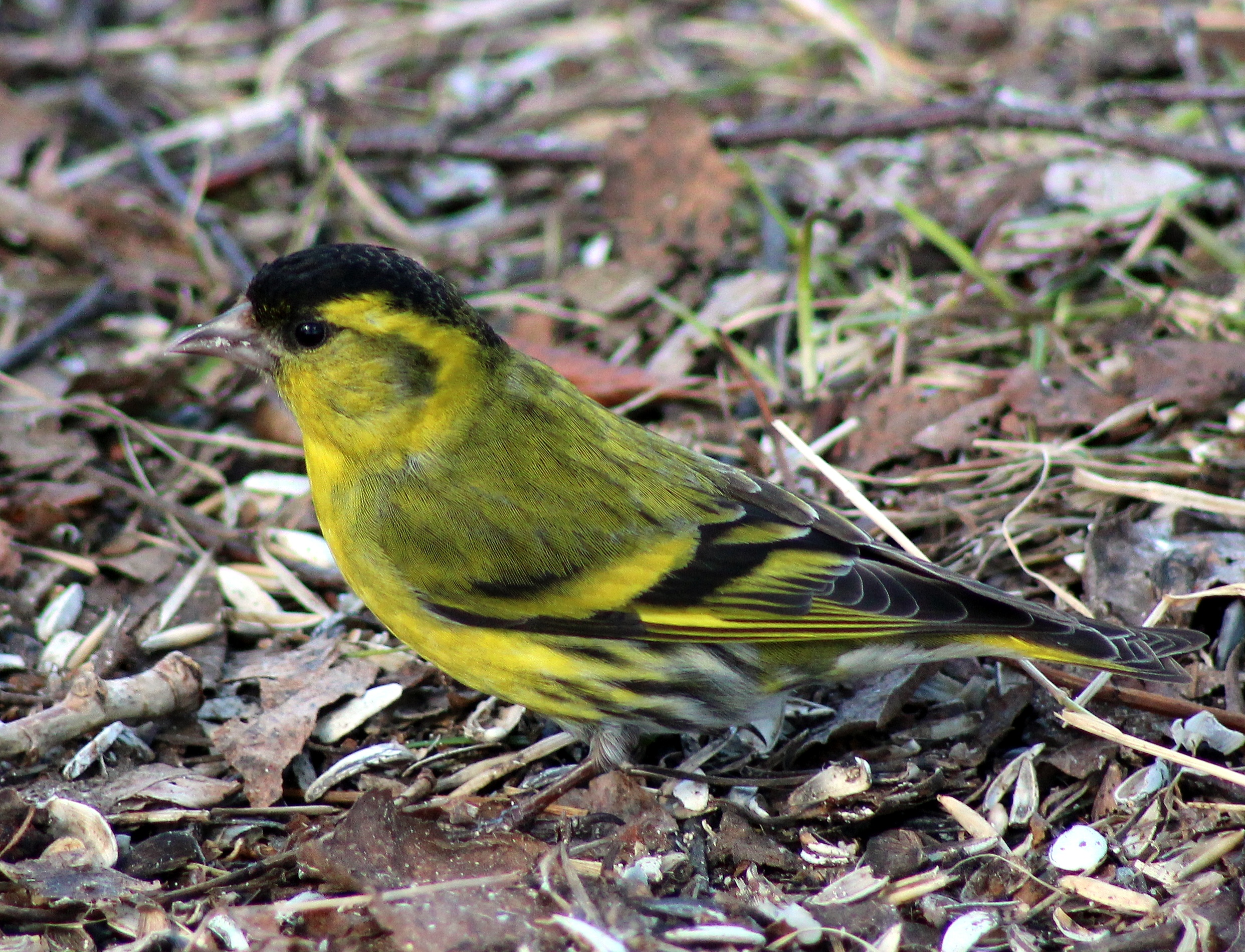
Tarin des aulnes mâle.
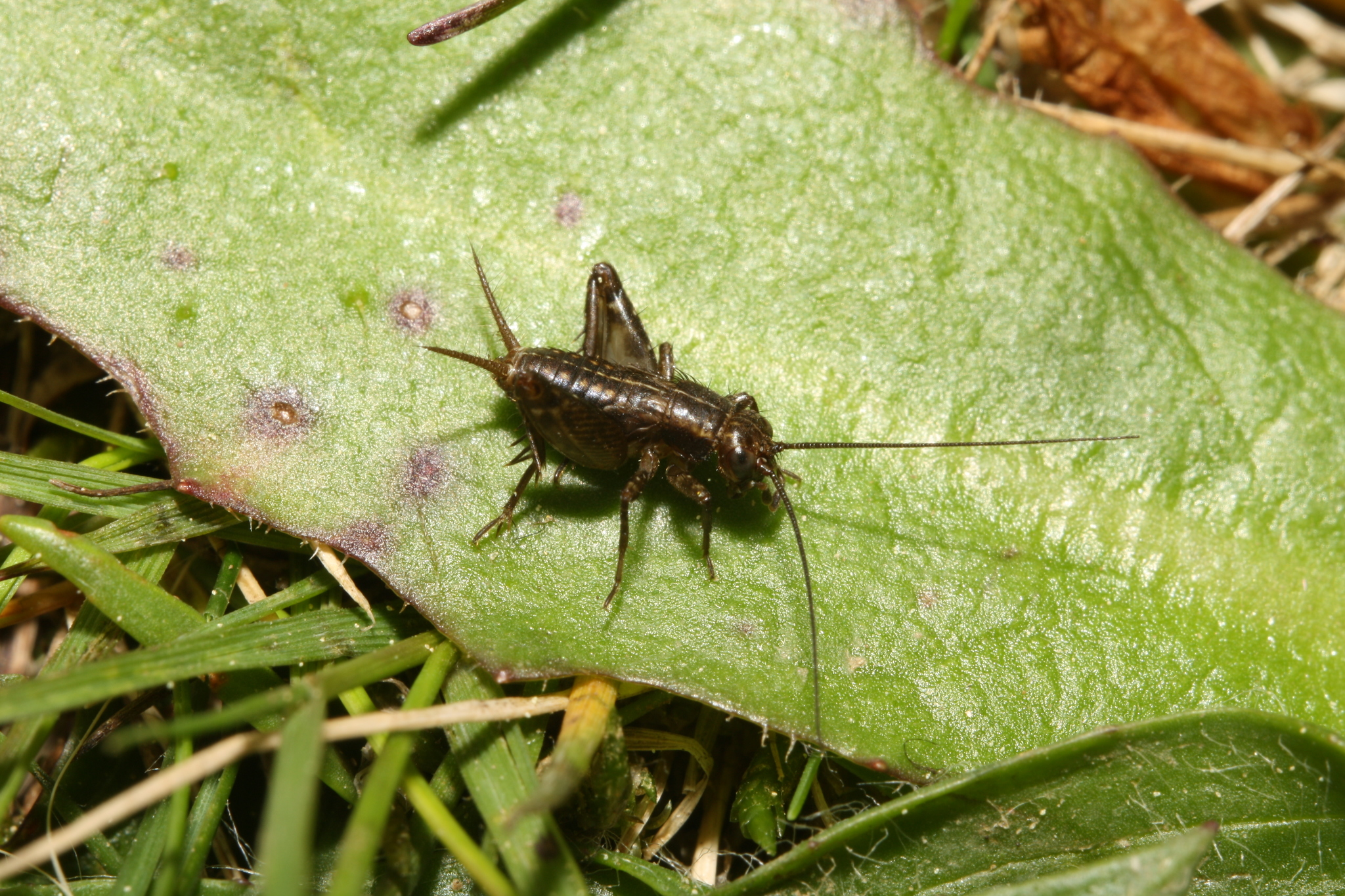
Grillon des marais.

### Autres espèces animales
92 autres espèces animales y ont été recensées :
- 51 insectes dont :
  - 29 Coléoptères : l'Agapanthie à pilosité verdâtre (Agapanthia villosoviridescens), Aphodius fimetarius, le Bupreste noir sans stries Trachys minutus (en), la  Cantharide commune (Cantharis fusca), la Casside verte (Cassida viridis), la Cétoine dorée (Cetonia aurata), la Cétoine grise (Oxythyrea funesta), la Chrysomèle de la menthe (Chrysolina herbacea), la Chrysomèle du peuplier (Chrysomela populi), la Chrysomèle polie (Chrysolina polita), la Chrysomèle versicolore du saule (Plagiodera versicolora), la Cicindèle champêtre (Cicindela campestris), la Coccinelle à dix points (Adalia decempunctata), la Coccinelle à sept points (Coccinella septempunctata), Cryptocephalus decemmaculatus (no), la Galérucelle du saule marsault (Lochmaea capreae), la Galéruque de l'aulne (Agelastica alni), la Galéruque de la tanaisie (Galeruca tanaceti), la Galéruque du nénuphar (Galerucella nymphaeae), le Géotrupe du fumier (Geotrupes stercorarius), le Hanneton des jardins (Phyllopertha horticola), l'Hoplie bleue (Hoplia coerulea), Hydrothassa  marginella (en), le Petit crache-sang (Timarcha goettingensis), le Lepture noir (Stenurella nigra), le Lepture à suture noire (Stenurella melanura), le Lepture tacheté (Rutpela maculata), la Petite Chrysomèle (Chrysolina varians) et le Téléphore fauve (Rhagonycha fulva),
  - 10 Lépidoptères : l'Amaryllis (Pyronia tithonus), l'Aurore (Anthocharis cardamines ), le Citron (Gonepteryx rhamni), le Demi-deuil (Melanargia galathea), le Fadet commun (Coenonympha pamphilus), le Myrtil (Maniola jurtina), le Paon-du-jour (Aglais io), la Petite tortue (Aglais urticae), la Piéride de la rave (Pieris rapae) et le Souci (Colias crocea),
  - trois Odonates : l'Agrion élégant (Ischnura elegans), l'Agrion à larges pattes (Platycnemis pennipes) et le Caloptéryx vierge (Calopteryx virgo ;
  - sept orthoptères : le Criquet des clairières (Chrysochraon dispar), le Criquet des pâtures (Pseudochorthippus parallelus), le Criquet ensanglanté (Stethophyma grossum), l'Éphippigère des vignes (Ephippiger ephippiger), la Grande sauterelle verte (Tettigonia viridissima), le Grillon champêtre (Gryllus campestris) et le Grillon des bois (Nemobius sylvestris),
  - deux autres insectes : le Forficule (Forficula auricularia) et le Sialis de la vase (Sialis lutaria) ;
- un mammifère : le Ragondin (Myocastor coypus) ;
- 40 oiseaux : l'Autour des palombes (Accipiter gentilis), la Bergeronnette des ruisseaux (Motacilla cinerea), le Bouvreuil pivoine (Pyrrhula pyrrhula), le Bruant jaune (Emberiza citrinella), la Buse variable (Buteo buteo), le Canard colvert (Anas platyrhynchos), le Chardonneret élégant (Carduelis carduelis), la Corneille noire (Corvus corone), le Coucou gris (Cuculus canorus), l'Épervier d'Europe (Accipiter nisus), la Fauvette à tête noire (Sylvia atricapilla), la Fauvette des jardins (Sylvia borin), la Fauvette grisette (Sylvia communis), le Geai des chênes (Garrulus glandarius), le Grèbe huppé (Podiceps cristatus), le Grimpereau des jardins (Certhia brachydactyla), la Grive draine (Turdus viscivorus), la Grive musicienne (Turdus philomelos), le Héron cendré (Ardea cinerea), l'Hirondelle de fenêtre (Delichon urbicum), l'Hirondelle rustique (Hirundo rustica), l'Hypolaïs polyglotte (Hippolais polyglotta), le Martin-pêcheur d'Europe (Alcedo atthis), le Merle noir (Turdus merula), la Mésange bleue (Cyanistes caeruleus), la Mésange charbonnière (Parus major), la Mésange nonnette (Poecile palustris), le Milan noir (Milvus migrans), le Pic épeiche (Dendrocopos major), le Pic vert (Picus viridis), le Pigeon ramier (Columba palumbus), le Pinson des arbres (Fringilla coelebs), le Pipit des arbres (Anthus trivialis), le Pouillot fitis (Phylloscopus trochilus), le Pouillot siffleur (Phylloscopus sibilatrix), le Pouillot véloce (Phylloscopus collybita), le Roitelet à triple bandeau (Regulus ignicapilla), le Rouge-gorge familier (Erithacus rubecula), la Sittelle torchepot (Sitta europaea) et le Troglodyte mignon (Troglodytes troglodytes).

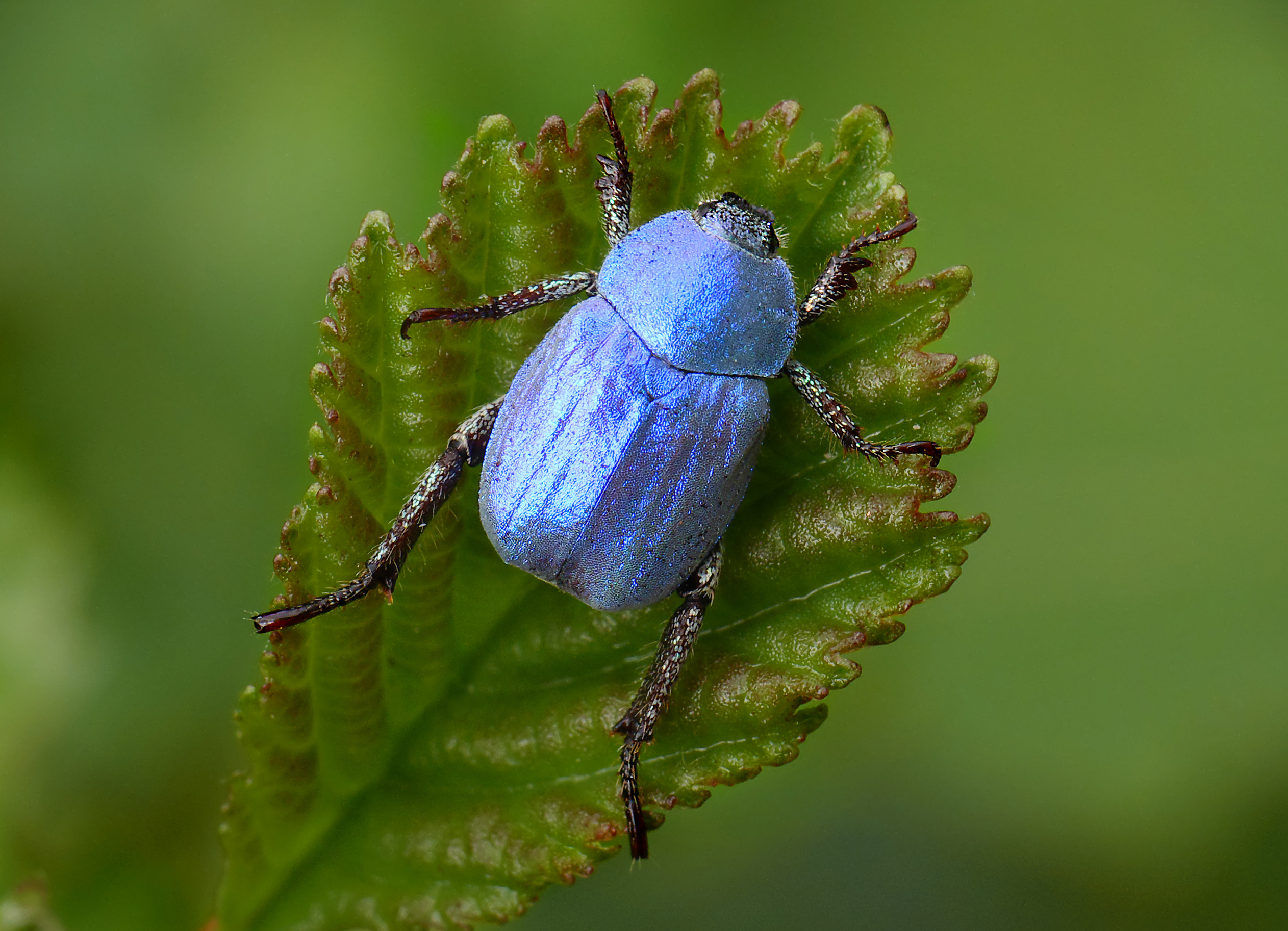
Hoplie bleue.
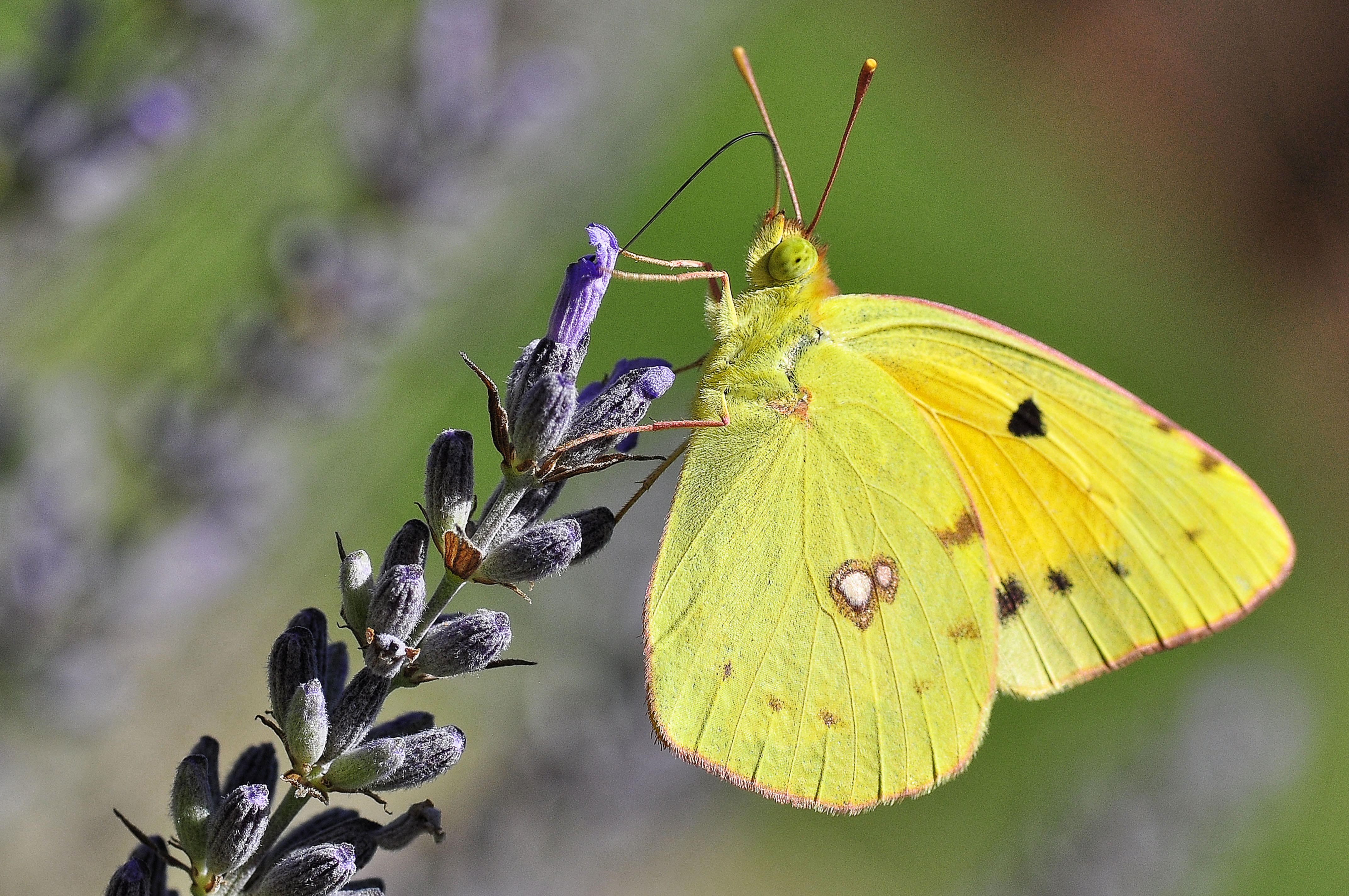
Souci.
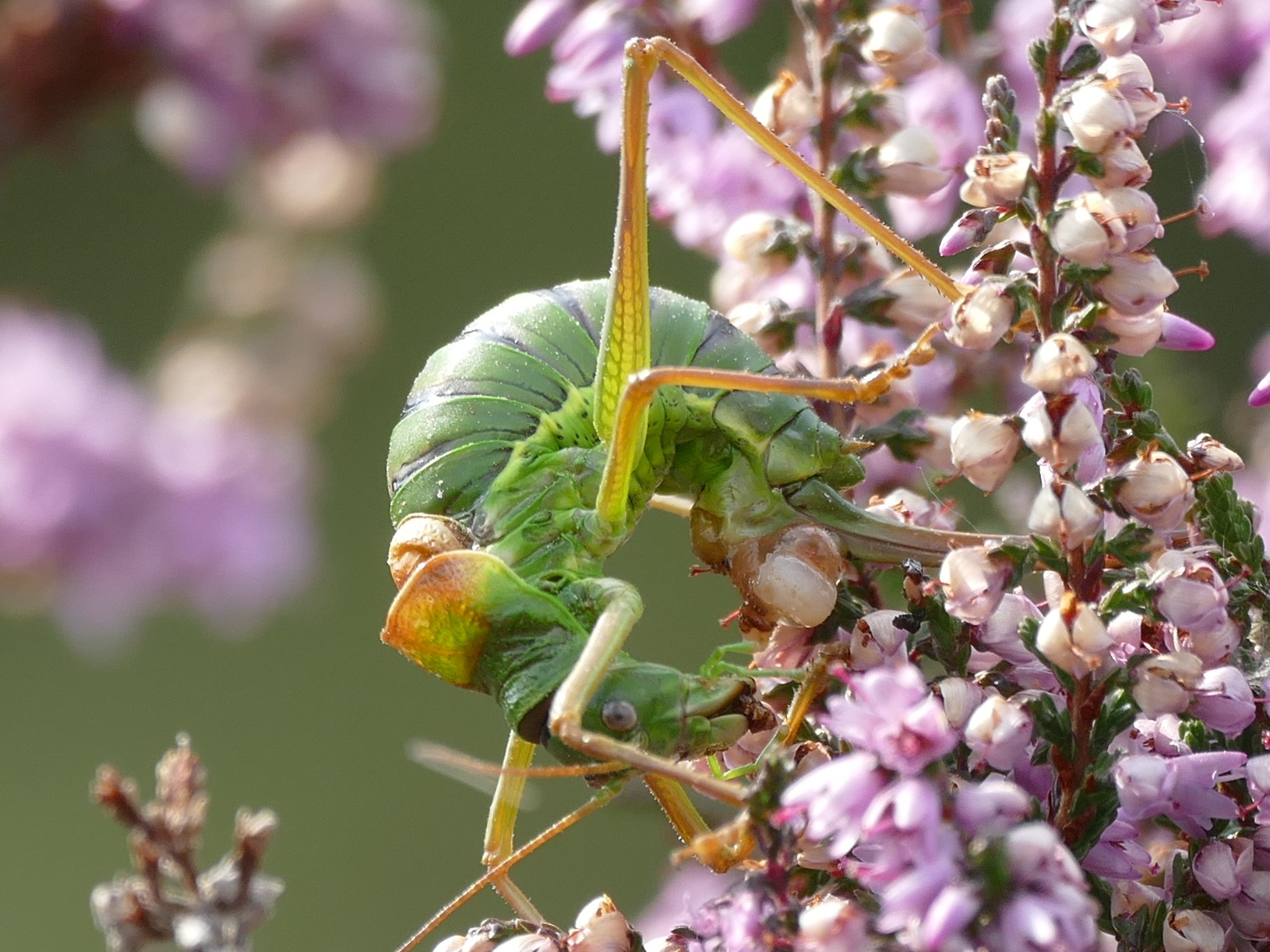
Éphippigère des vignes.
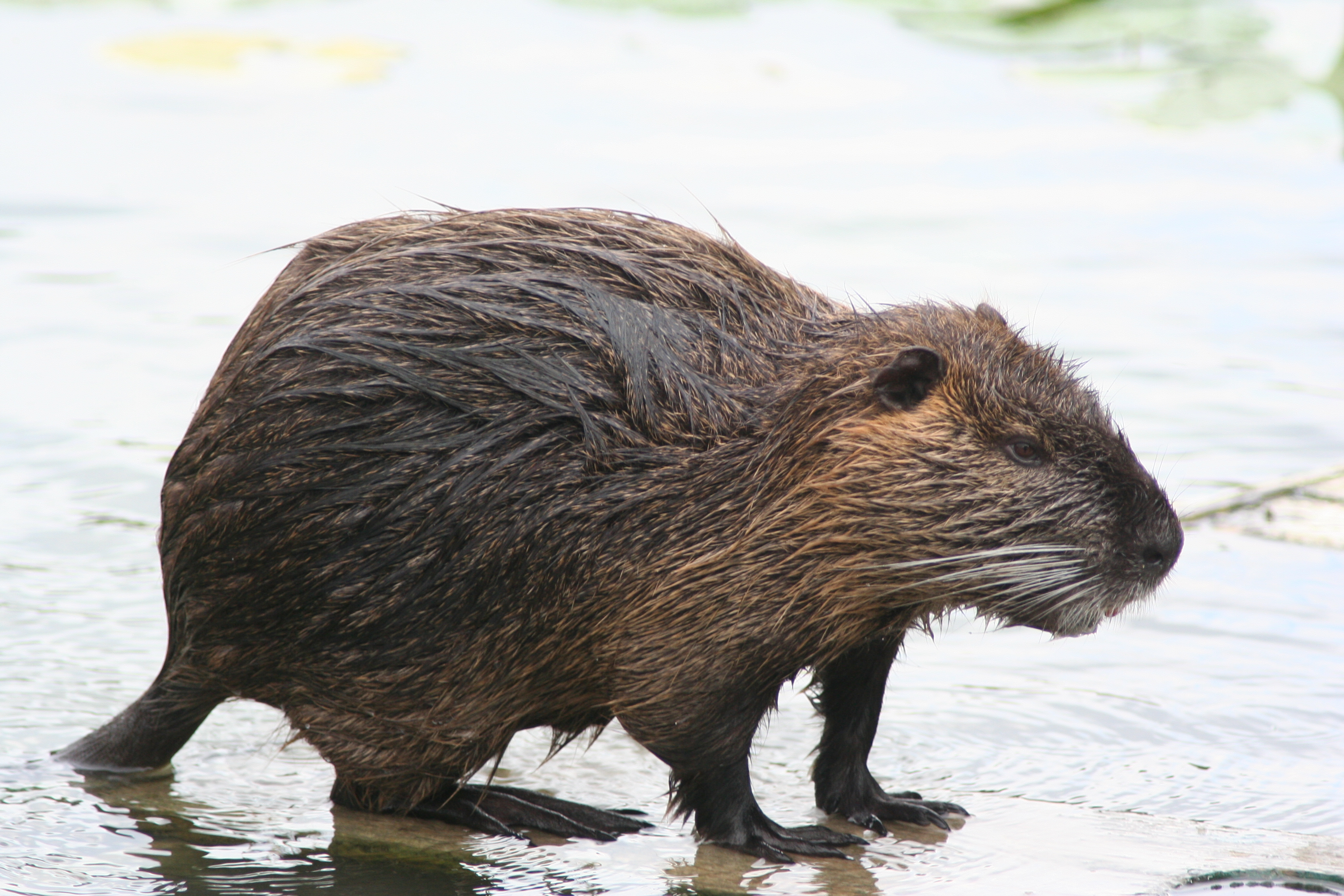
Ragondin.
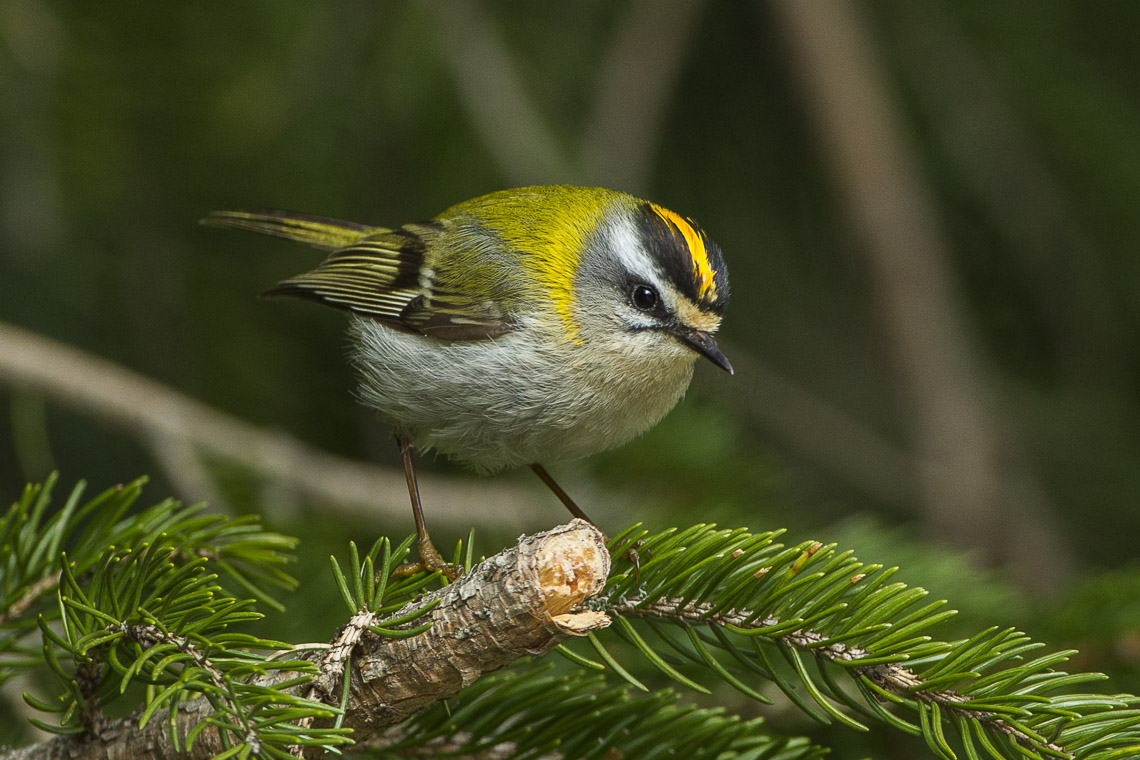
Roitelet à triple bandeau.

### Protection de la faune
Parmi les mammifères, la Loutre d'Europe est protégée au titre de la directive habitats de l'Union européenne ; elle est donc protégée sur l'ensemble du territoire français.
Trois espèces d'oiseaux de la ZNIEFF sont protégées au titre de la directive Oiseaux de l'Union européenne : le Martin-pêcheur d'Europe , le Milan noir et le Milan royal ; elles sont donc protégées sur l'ensemble du territoire français, de même que 31 autres espèces : l'Autour des palombes, la Bergeronnette des ruisseaux, la Bergeronnette printanière, le Bouvreuil pivoine, le Bruant des roseaux, le Bruant jaune, la Buse variable, le Chardonneret élégant, le Coucou gris, l'Épervier d’Europe, la Fauvette à tête noire, la Fauvette des jardins, la Fauvette grisette, le Grèbe huppé, le Grimpereau des jardins, le Héron cendré, l'Hirondelle de rivage, l'Hirondelle rustique, l'Hypolaïs polyglotte, la Mésange charbonnière, le Pic Épeiche, le Pic vert, le Pinson des arbres, le Pipit des arbres, le Pouillot fitis, le Pouillot siffleur, le Pouillot véloce, le Rouge-gorge familier, la Sittelle torchepot, le Tarin des aulnes et le Troglodyte mignon.

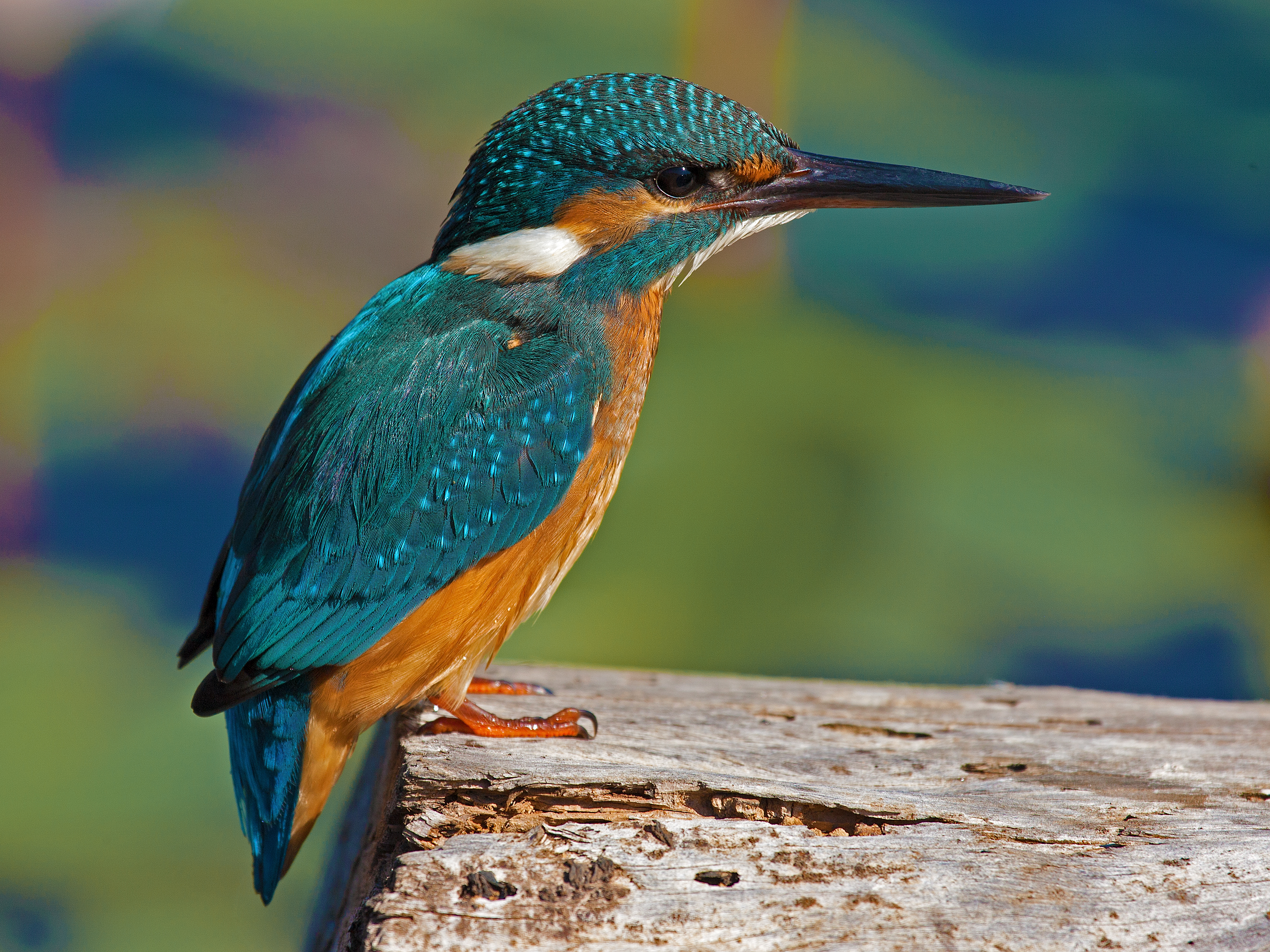
Martin-pêcheur d'Europe.
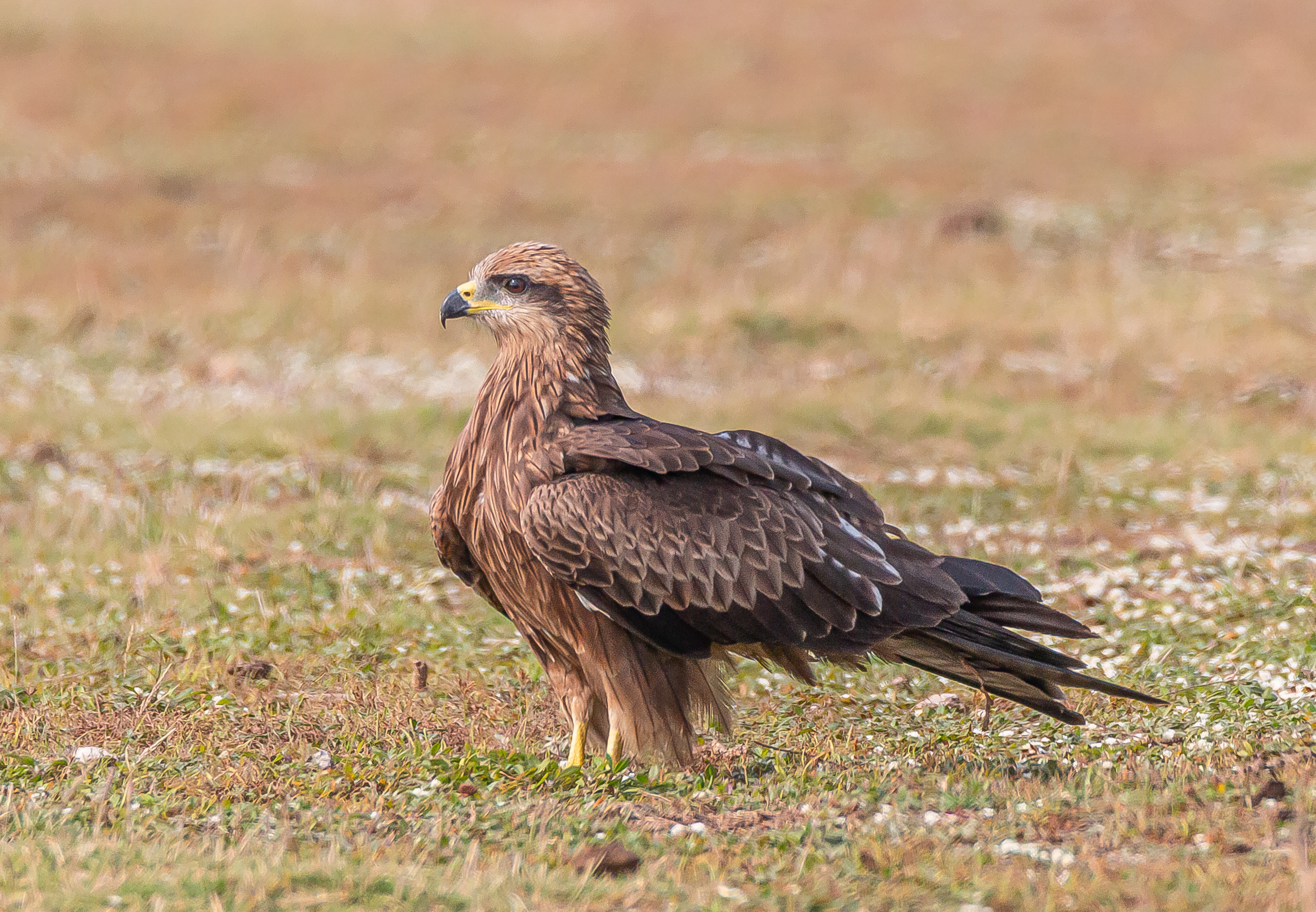
Milan noir.
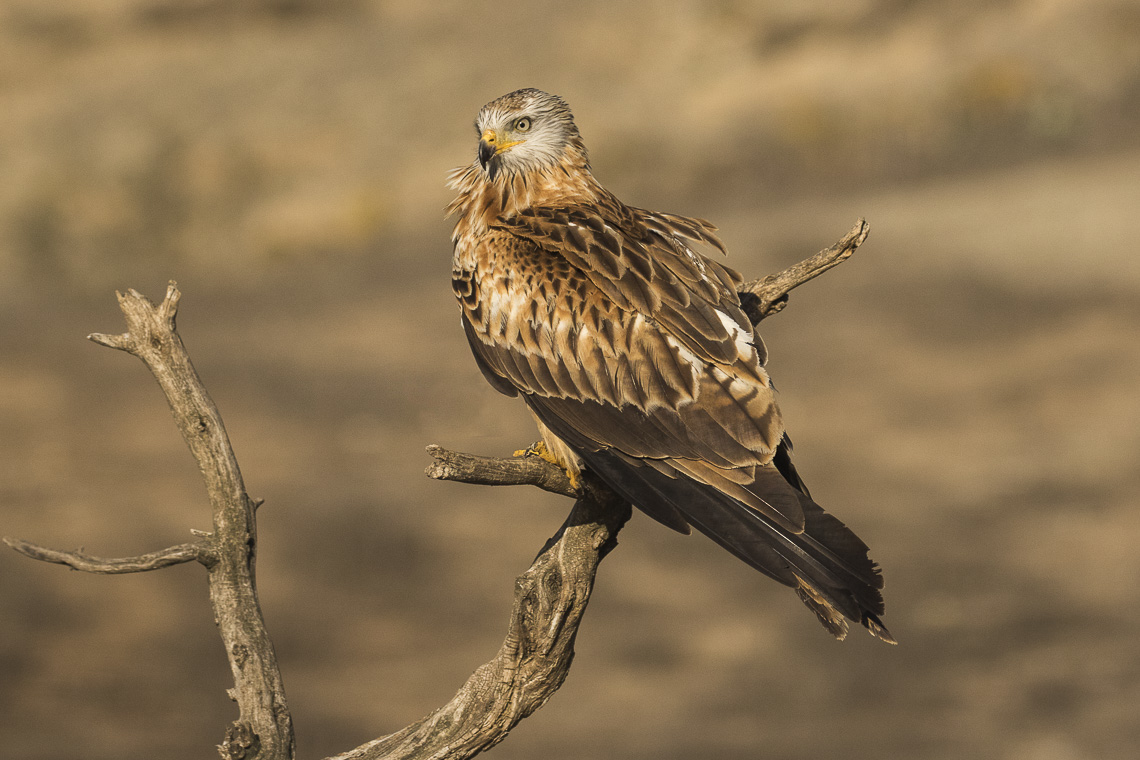
Milan royal.
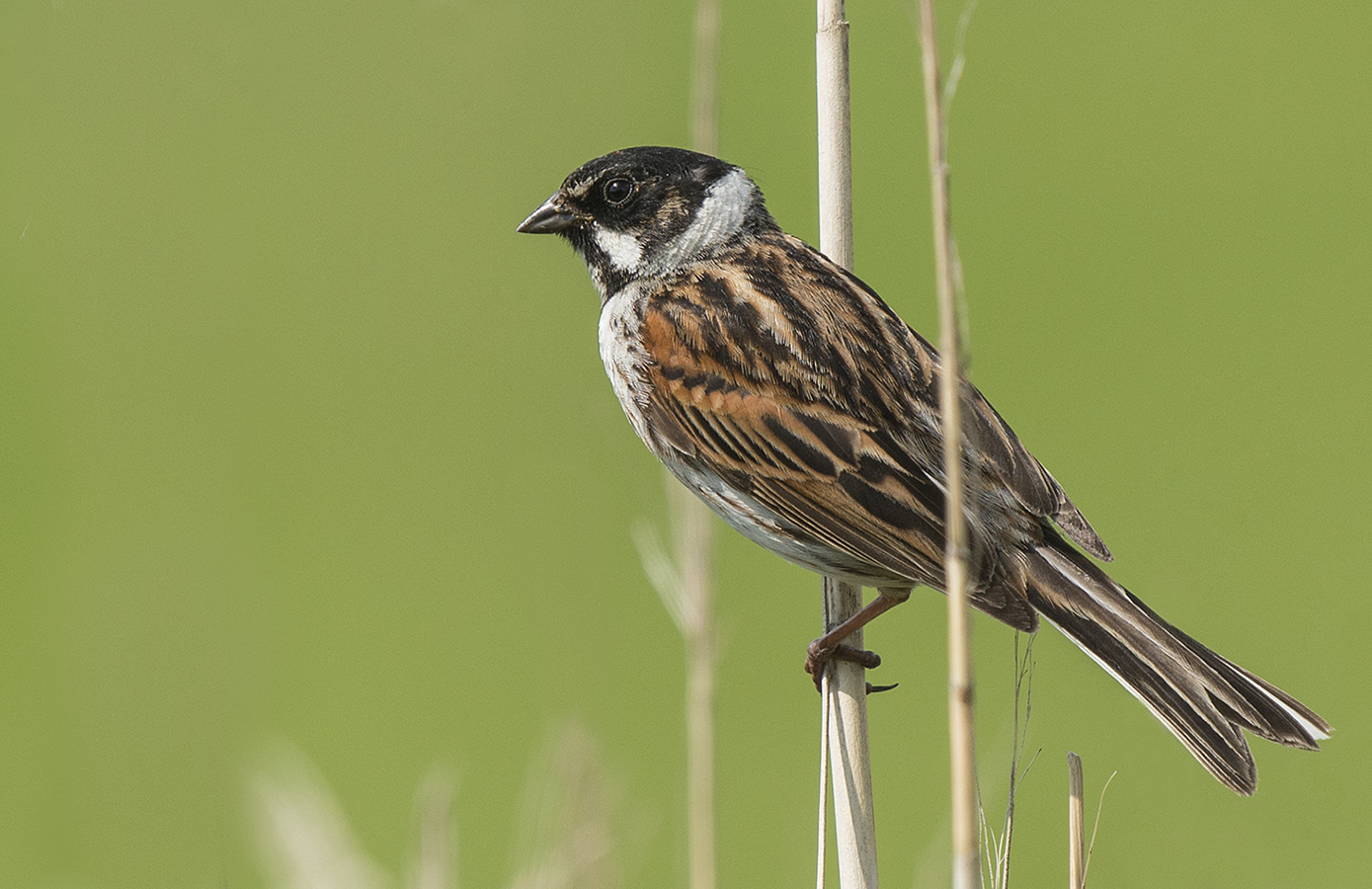
Bruant des roseaux.
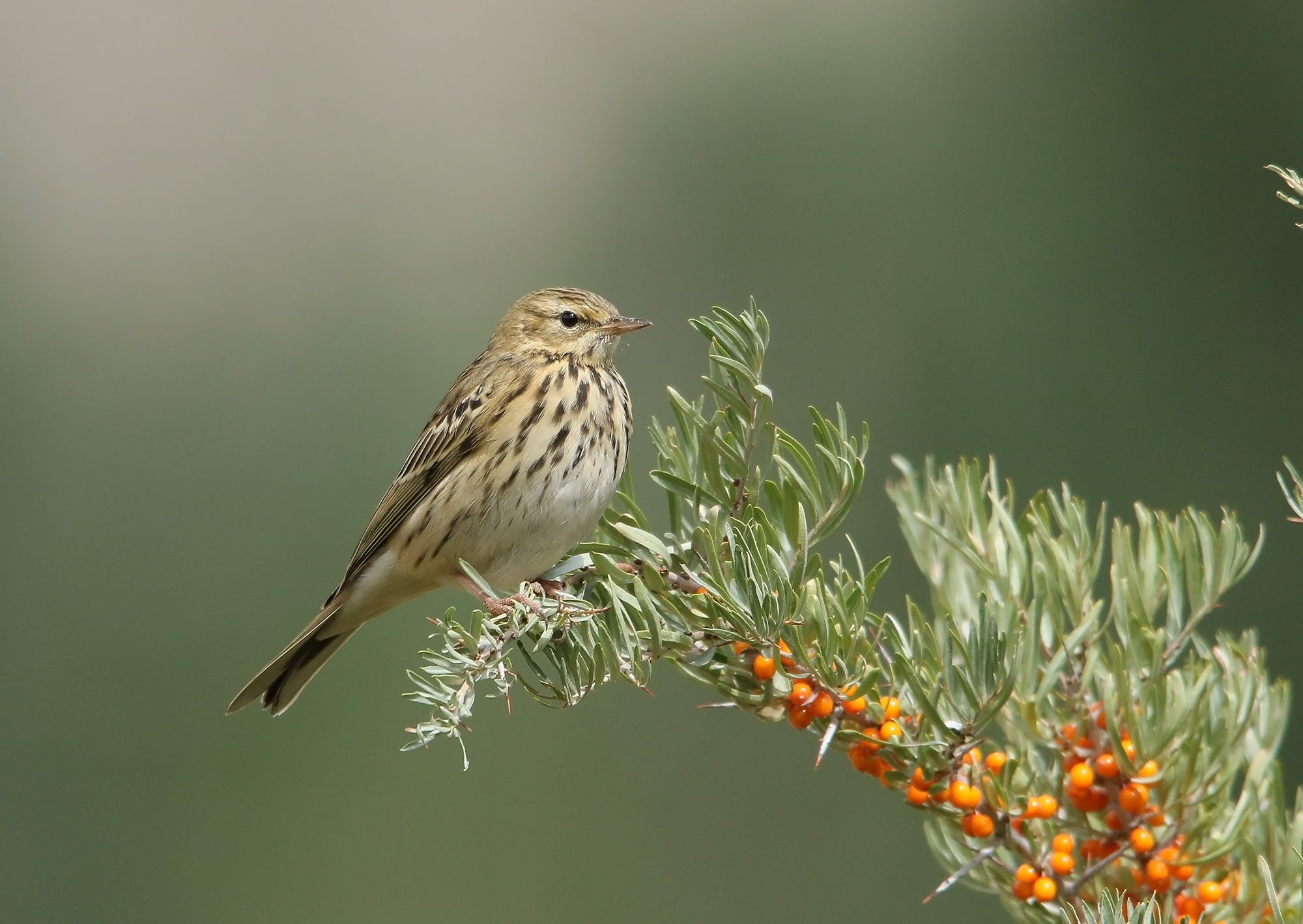
Pipit des arbres.

## Flore

### Espèces végétales déterminantes
Deux espèces déterminantes de plantes phanérogames ont été répertoriées dans la ZNIEFF en 1996 : la Linaigrette à feuilles étroites (Eriophorum angustifolium) et la Potentille des marais (Comarum palustre).

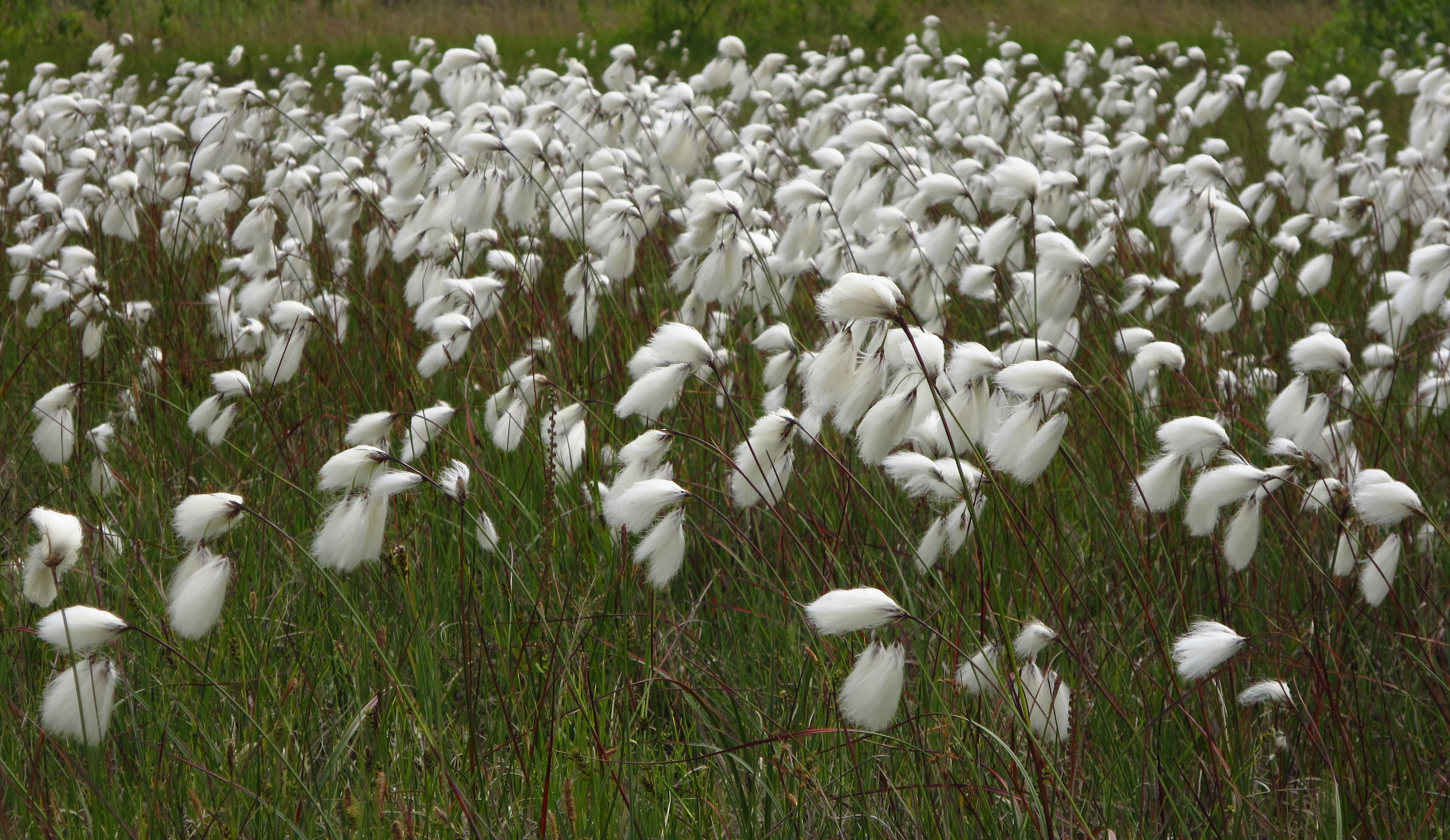
Linaigrettes à feuilles étroites.
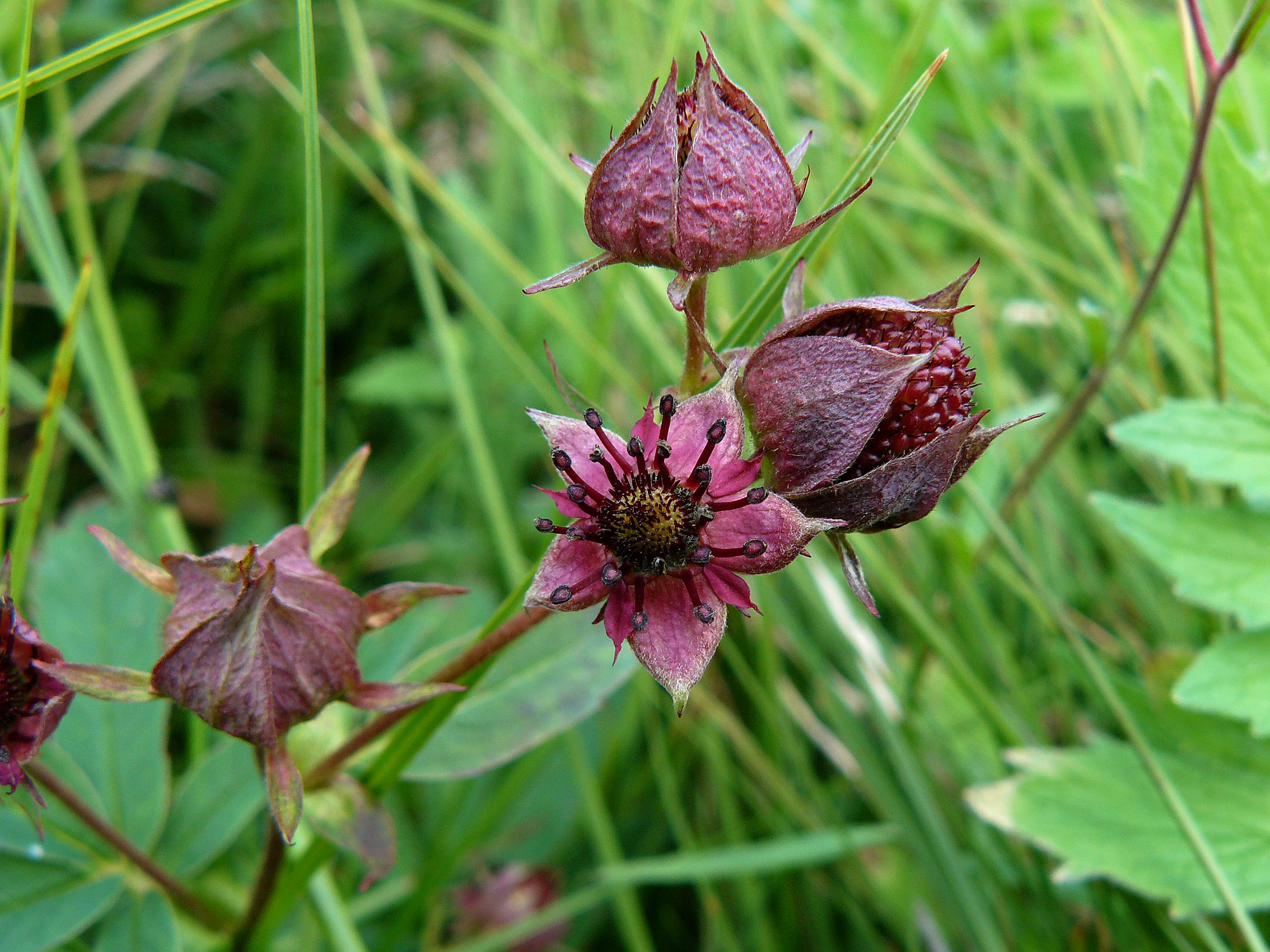
Fleurs de Potentille des marais.

### Autres espèces végétales
Outre les espèces végétales déterminantes déjà mentionnées, 106 autres espèces ont été recensées sur la ZNIEFF :
- 102 espèces de phanérogames[1],[Note 1] :

l'Achillée millefeuille (Achillea millefolium), l'Achillée sternutatoire (Achillea ptarmica), l'Ajonc nain (Ulex minor), l'Angélique sauvage (Angelica sylvestris), l'Aulne glutineux (Alnus glutinosa), la Baldingère faux-roseau (Phalaris arundinacea), la Berce commune (Heracleum sphondylium), le Bouleau verruqueux (Betula pendula), la Bourdaine (Frangula alnus), la Brunelle commune (Prunella vulgaris), la Bugle rampante (Ajuga reptans), la Canche cespiteuse (Deschampsia cespitosa), le Carum verticillé (Trocdaris verticillatum), la Centaurée jacée (Centaurea jacea), le Châtaignier commun (Castanea sativa), le Chêne pédonculé (Quercus robur), le Chèvrefeuille des bois (Lonicera periclymenum), le Cirse bulbeux (Cirsium tuberosum)), le Cirse d'Angleterre (Cirsium dissectum), le Cirse des marais (Cirsium palustre), la Crételle des prés (Cynosurus cristatus), la Digitale pourpre (Digitalis purpurea), la Douce-amère (Solanum dulcamara), l'Écuelle d'eau (Hydrocotyle vulgaris), l'Épilobe vert foncé (Epilobium obscurum), la Flouve odorante (Anthoxanthum odoratum), le Flûteau fausse-renoncule (Baldellia ranunculoides), le Frêne élevé (Fraxinus excelsior), le Gaillet aquatique (Galium uliginosum), le Gaillet des marais (Galium palustre), le Gaillet gratteron (Galium aparine), le Genêt à balais (Cytisus scoparius), le Genêt d'Angleterre (Genista anglica), le Genêt des teinturiers (Genista tinctoria), la Germandrée scorodoine (Teucrium scorodonia), la Gesse des prés (Lathyrus pratensis), la Grande ortie (Urtica dioica), la Houlque laineuse (Holcus lanatus), le Houx (Ilex aquifolium), l'Iris faux acore (Iris pseudacorus), la Jacinthe des bois (Hyacinthoides non-scripta), le Jonc à tépales aigus (Juncus acutiflorus), le Jonc aggloméré (Juncus conglomeratus), le Jonc épars (Juncus effusus), la Laîche étoilée (Carex echinata), la Laîche lisse (Carex laevigata), la Laîche millet (Carex panicea), la Laîche noire (Carex nigra), la Laîche paniculée (Carex paniculata), la Laîche vésiculeuse (Carex vesicaria), le Lierre grimpant (Hedera helix), la Linaire rampante (Linaria repens), le Lotier des marais (Lotus pedunculatus), la Luzule champêtre (Luzula campestris), le Lychnis fleur de coucou (Silene flos-cuculi), le Lycope d'Europe (Lycopus europaeus), la Lysimaque commune (Lysimachia vulgaris), la Marguerite commune (Leucanthemum vulgare), la Massette à larges feuilles (Typha latifolia), la Menthe des champs (Mentha arvensis), le Millepertuis à quatre ailes (Hypericum tetrapterum), le Millepertuis taché (Hypericum maculatum), le Millepertuis perforé (Hypericum perforatum), la Molinie bleue (Molinia caerulea), le Myosotis des marais (Myosotis scorpioides), le Nénuphar blanc (Nymphaea alba), le Nénuphar jaune (Nuphar lutea), le Noisetier (Corylus avellana), l'Orchis tacheté (Dactylorhiza maculata), l'Ortie royale (Galeopsis tetrahit), l'Oseille commune (Rumex acetosa), le Pâturin commun (Poa trivialis), le Petit rhinanthe (Rhinanthus minor), le Plantain lancéolé (Plantago lanceolata), le Populage des marais (Caltha palustris), la Potentille dressée (Potentilla erecta), la Reine-des-prés (Filipendula ulmaria), la Renoncule âcre (Ranunculus acris), la Renoncule aquatique (Ranunculus aquatilis), la Renoncule flammette (Ranunculus flammula), la Renoncule rampante (Ranunculus repens), la Renouée amphibie (Persicaria amphibia), la Salicaire commune (Lythrum salicaria), le Saule roux (Salix atrocinerea), le Scirpe aigu (Schoenoplectus acutus), le Scirpe des bois (Scirpus sylvaticus), le Scirpe des marais (Eleocharis palustris), la Scorsonère des prés (Scorzonera humilis), la Scrofulaire noueuse (Scrophularia nodosa), la Scutellaire à casque (Scutellaria galericulata), le Serpolet (Thymus serpyllum), le Sorbier des oiseleurs  (Sorbus aucuparia), la Stellaire des sources (Stellaria alsine), la Stellaire graminée (Stellaria graminea), la Succise des prés (Succisa pratensis), le Trèfle des prés (Trifolium pratense), le Trèfle douteux (Trifolium dubium), le Trèfle jaunâtre (Trifolium ochroleucon), le Tremble (Populus tremula), la Valériane dioïque (Valeriana dioica), la Véronique en écus (Veronica scutellata) et la Vesce craque (Vicia cracca). 
- quatre espèces de ptéridophytes[1],[Note 2] : la Fougère-aigle (Pteridium aquilinum), la Fougère mâle (Dryopteris filix-mas), le Polypode commun (Polypodium vulgare) et la Prêle des eaux (Equisetum fluviatile).

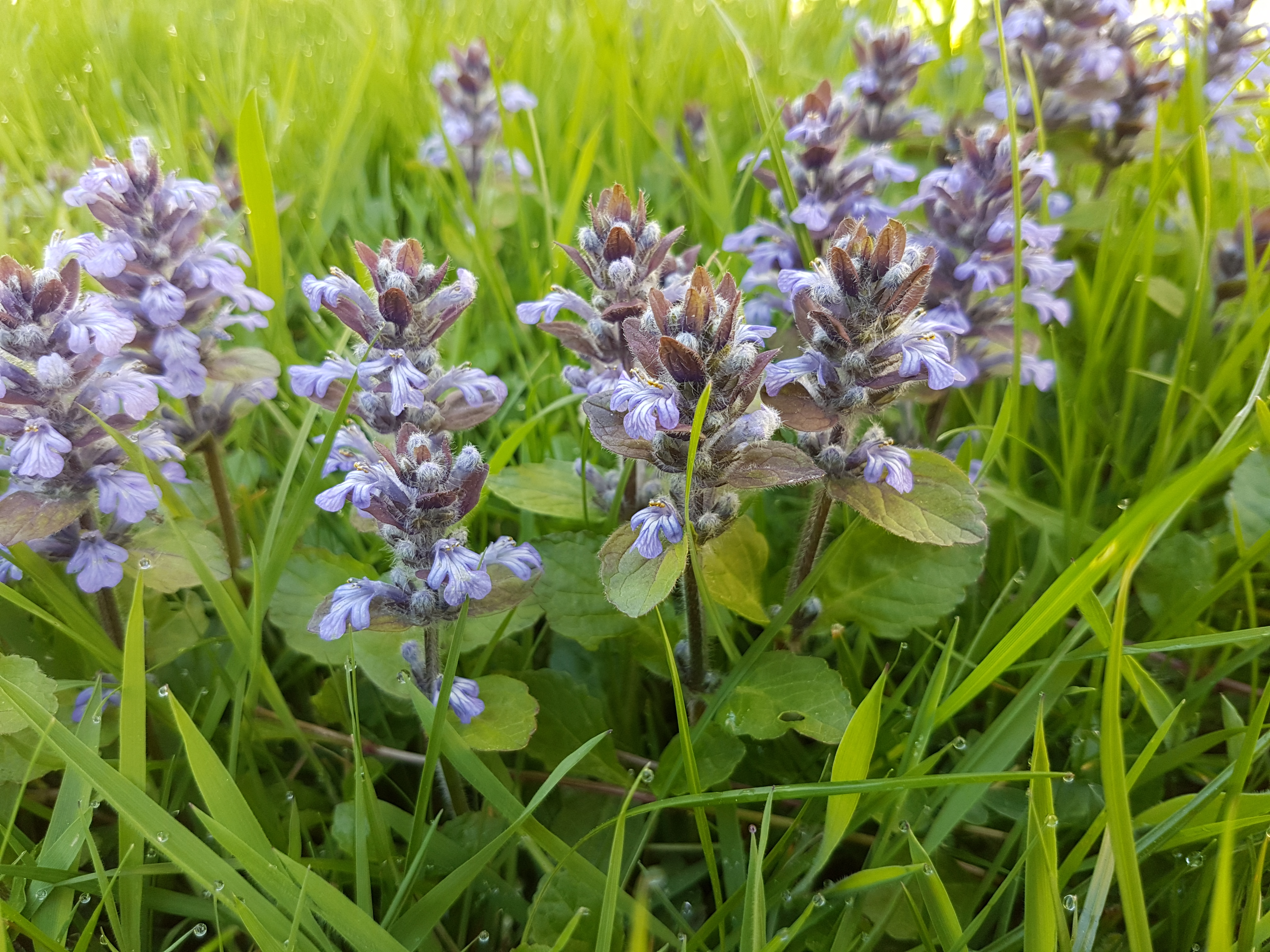
Bugles rampantes.
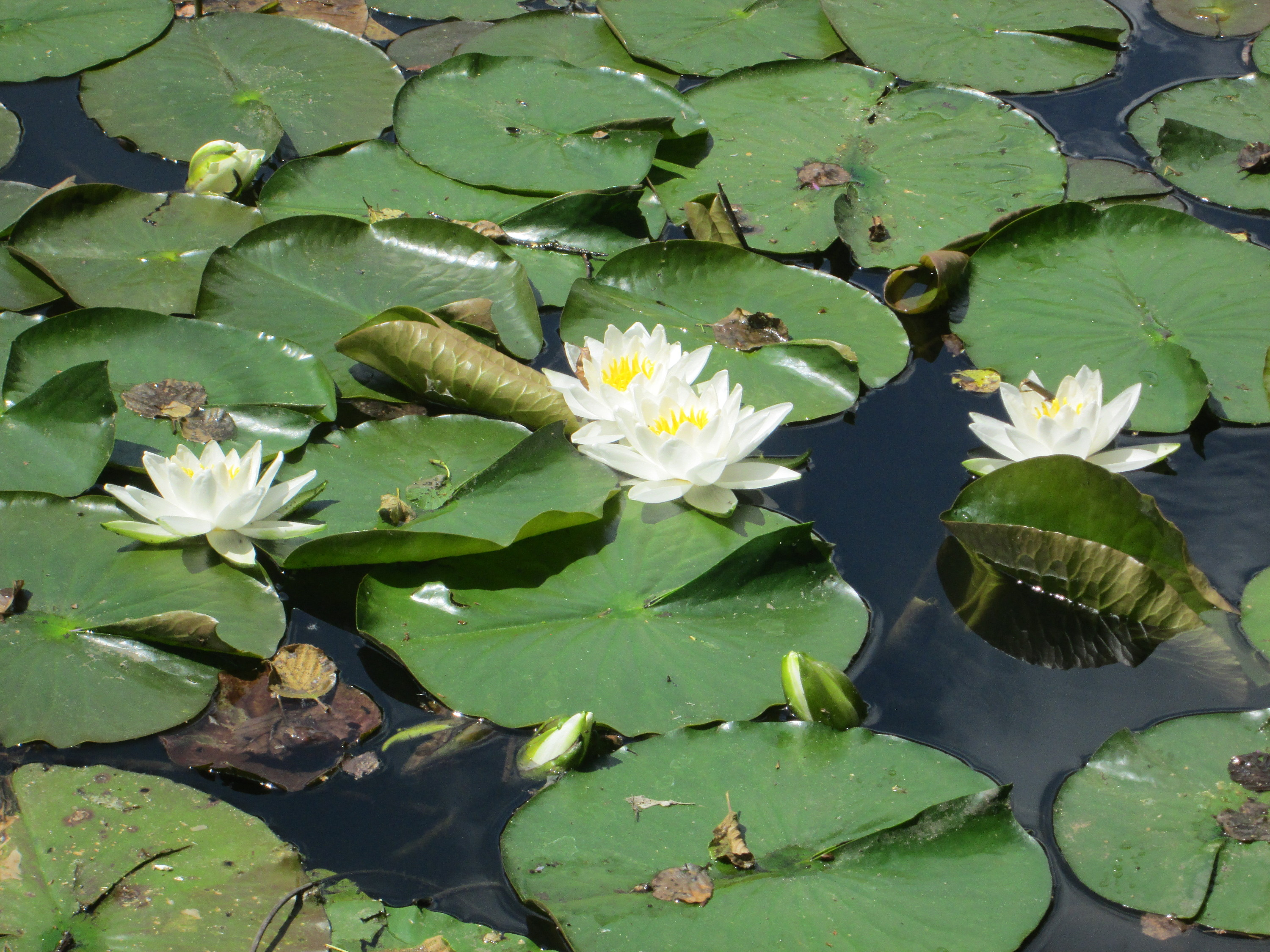
Nénuphars blancs.
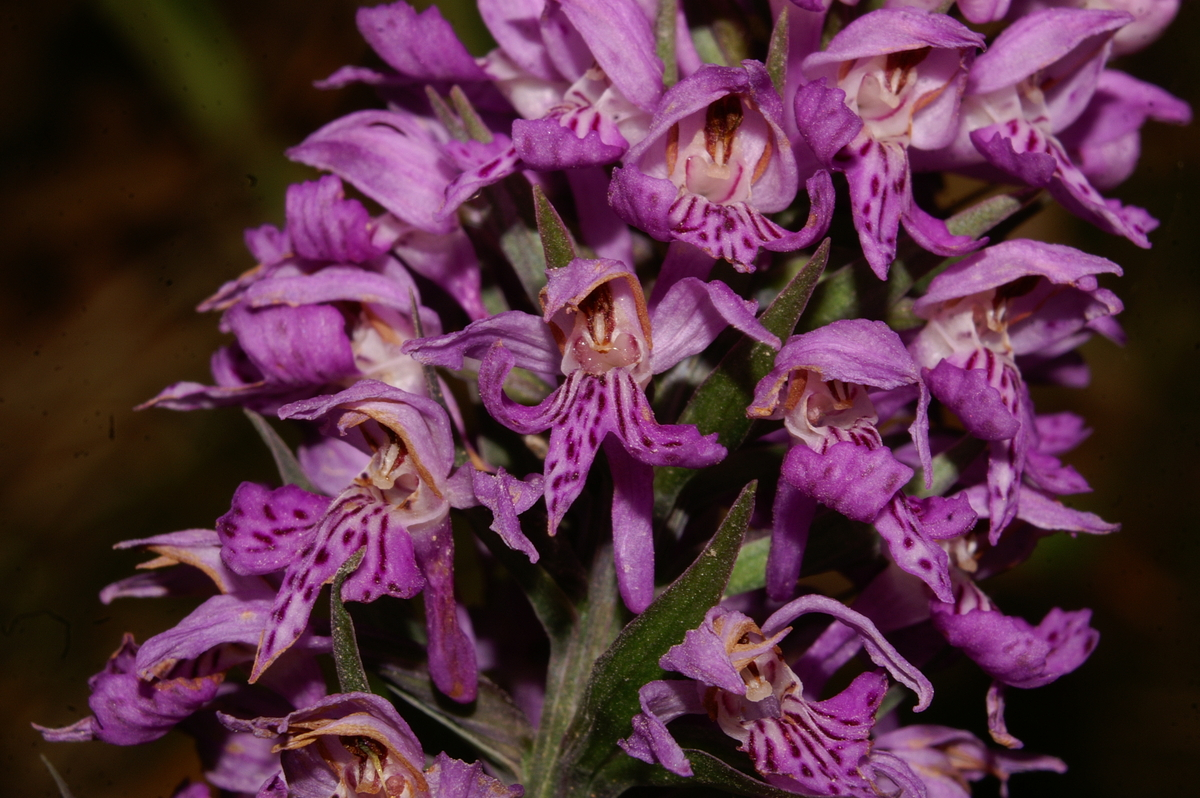
Fleurs d'Orchis tacheté.
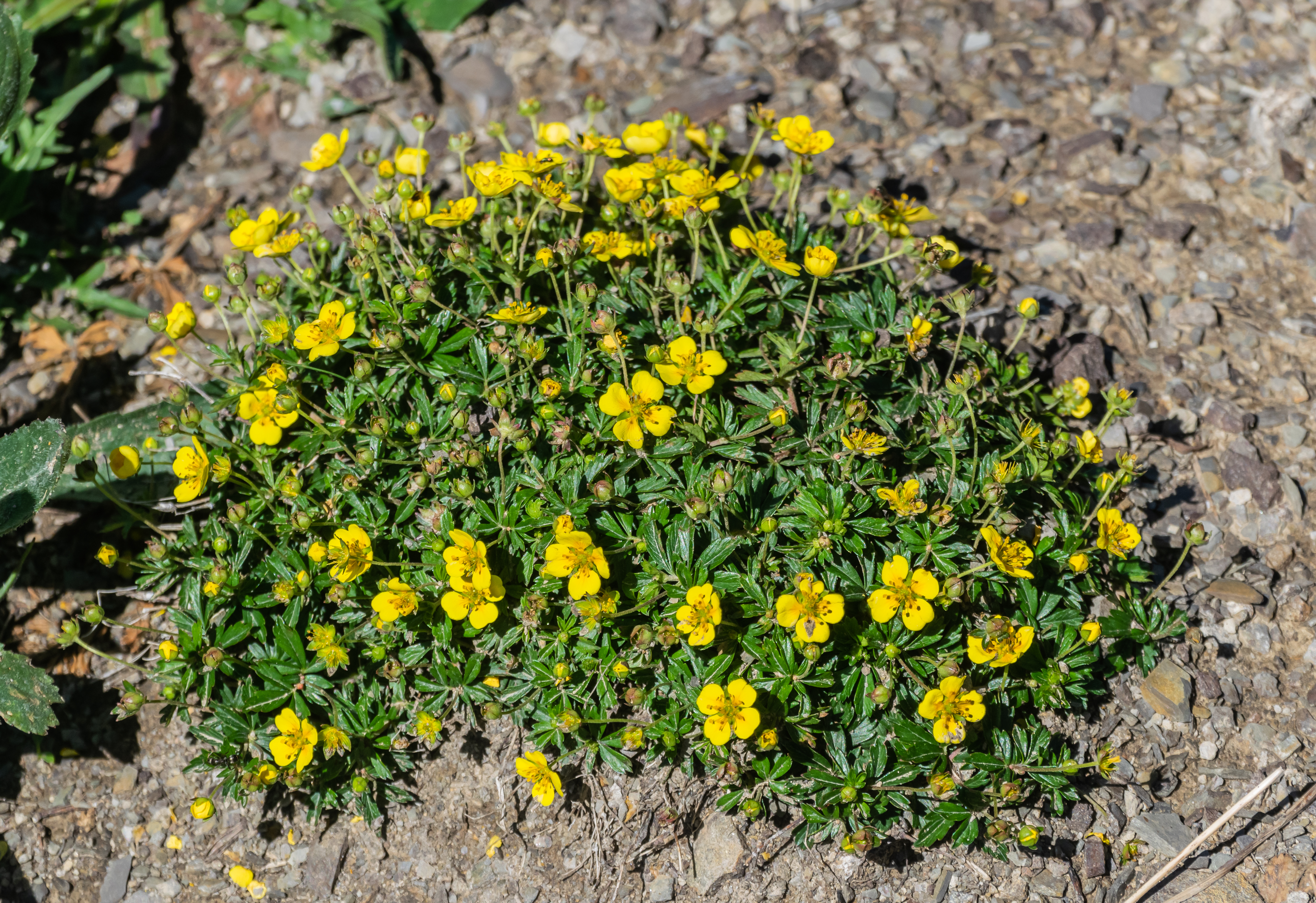
Potentille dressée.
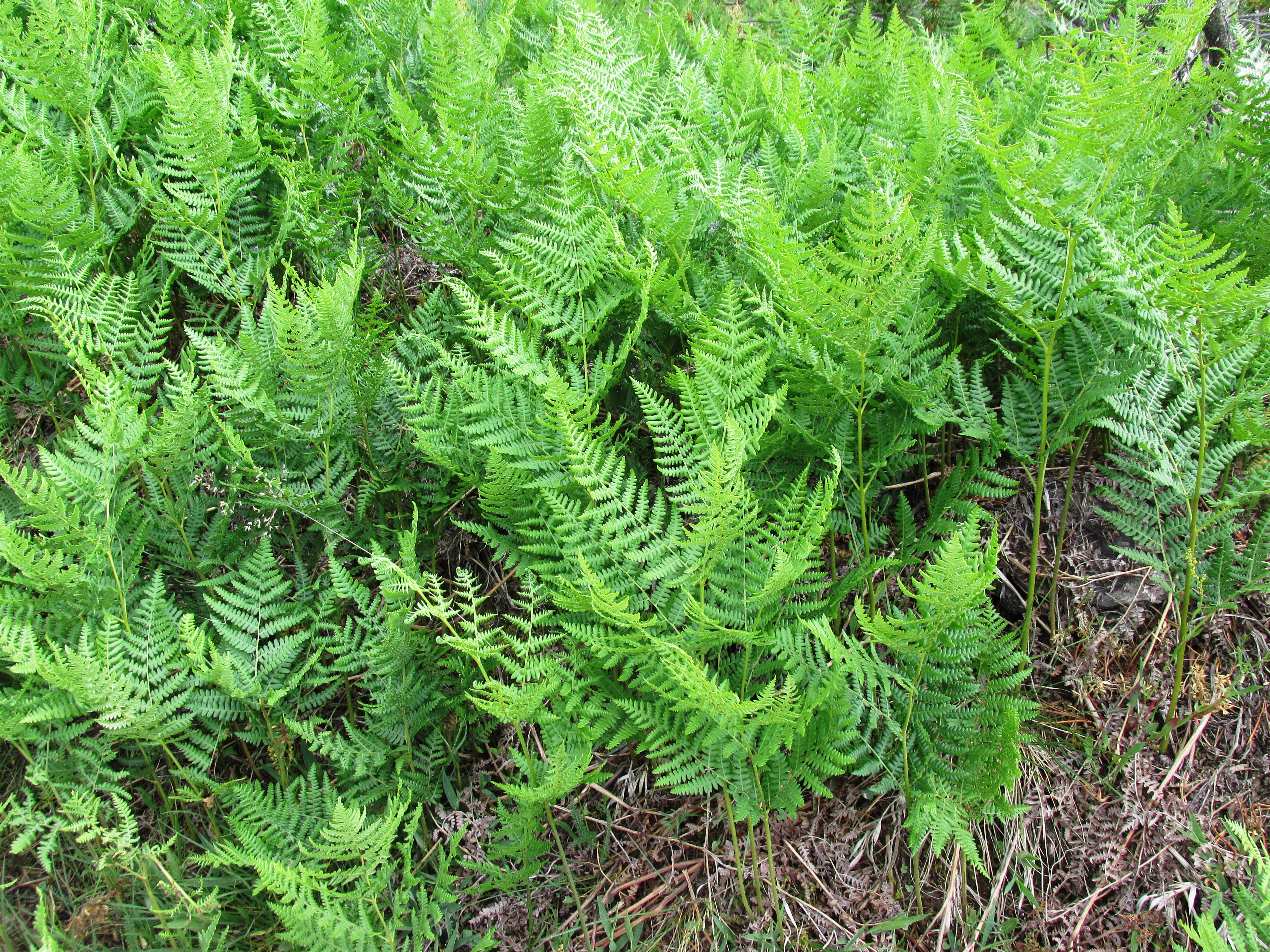
Fougères-aigles.